# Kultur Shock
Kultur Shock è una formazione musicale gypsy punk/alternative metal che fa base a Seattle. Le forti sonorità balcaniche, la difficile classificazione della loro musica e la composizione internazionale sono le principali peculiarità.

## Storia
I Kultur Shock si formarono nel 1996 come band acustica; "Iniziò per scherzo"(Gino Srdjan Yevdjevic) quando alcuni dei componenti si divertirono a reinterpretare la loro cultura e tradizione musicale: il folk balcanico. Il pubblico apprezzò e nel 1997 i Kultur Shock si unirono al tour di un'amica di vecchia data, Joan Baez, per il Lodo Music festival di Denver e qualche altra occasione.
Dopo il tour, i Kultur Shock iniziarono a suonare in eventi che richiedevano una musica tipicamente acustica. L'incontro tra le personalità del gruppo e questo tipo di audience fu piuttosto ruvido e si concluse quando "la polizia e la società cattolica non apprezzarono lo spettacolo di ragazze che saltavano ed urlavano a squarciagola sui tavoli togliendosi il reggiseno"(ibidem).
I Kultur Shock si elettrificarono ed iniziarono a suonare nei club punk rock di Seattle, risolvendo i loro problemi di "attitidine" cambiando audience. Nel 1999 registrarono al club "the Crocodile" il primo album (autoprodotto) Live In Amerika.
Per tramite di Krist Novoselic dei Nirvana e Jello Biafra dei Dead Kennedys, Billy Gould dei Faith No More produsse per la Koolarrow Records il nuovo album Fucc The I.N.S. che uscì nel settembre 2001 ("quando si dice la coincidenza!")(ibidem).
Effettivamente la musica di questo album era cambiata parecchio e diede ai Kultur Shock un riconoscimento internazionale. Iniziò così ad essere invitata dapprima in Spagna, poi in Germania ed il resto d'Europa.
Sempre per Billy Gould e pubblicato dalla Koolarrow Records nel 2004 esce Kultura Dictatura. Il particolare stile musicale è contemporaneamente la ragione di molte recensioni e riconoscimenti, ma anche ostacolo una volta giunto nei negozi. Comparato da molti ai Pogues e Frank Zappa, se non ai System of a Down, questo album una volta di più non trovò una collocazione e fu infine rifiutato dalle sezioni “Rock” e “World”.
Negli ultimi 5 anni i Kultur Shock hanno fatto 7 tour europei e 3 negli Stati Uniti. Finora hanno suonato in Spagna, Germania, Belgio, Paesi Bassi, Danimarca, Svizzera, Austria, Repubblica Ceca, Gran Bretagna, Francia, Italia, Croazia, Bosnia, Slovenia, Serbia, Macedonia, Turchia, Bulgaria, Russia, Canada ed USA.
L'album We Came To Take Your Jobs Away è ciò che si può considerare più vicino alle performance dal vivo.

## Formazione

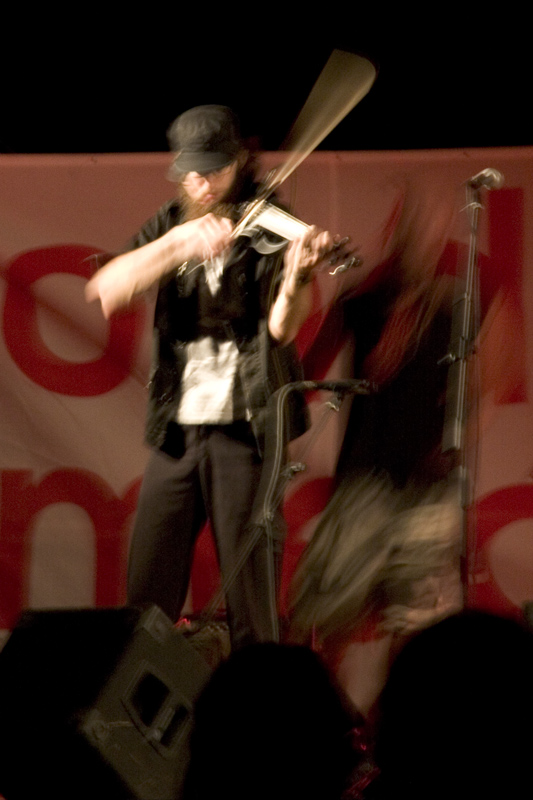
Matty e il ghost di Gino

- Gino Srdjan Yevdjevic (Bosnia) - voce, tromba, Darabouka
- Mario Butkovic (Bosnia) - chitarra, bouzouki
- Masashi Kobayashi (Giappone) - basso
- Val Kiossovski (Bulgaria) - chitarra, voce
- Christopher Stromquist (USA) - batteria
- Matty Noble (USA) - violino

## Discografia
- Ministry of Kultur (2011)
- Integration (2009)
- We Came to Take Your Jobs Away (2006)
- Kultura-Diktatura (2004)
- FUCC The INS (2001)
- Live in Amerika (1999)